# Life (tidskrift)
Life, oftast utskrivet med stora bokstäver, LIFE, var en amerikansk tidskrift som utgavs av Time.
Tidskriften hade tre faser. Den började som en allmäninriktad och humoristisk tidning mellan 1883 och 1936. Grundaren av Time, Henry Luce, köpte tidningen 1936 enkom för att få rättigheterna till namnet. Den blev sedan en veckotidning som Luce startade 1936, med huvudinriktning på bildjournalistik. Life gavs ut regelbundet fram till 1972, sedan som sporadisk specialutgåva till 1978, och slutligen som månadstidning 1978–2000. Den återuppstod som en tidningsbilaga av Time Inc. mellan åren 2004 och 2007 och levererades med vissa amerikanska veckotidningar. 

## Bildjournalistik
Life hade sin storhetsperiod mellan 1936 och 1972 som bildjournalistisk tidskrift med många efterföljare i världen: franska Paris Match, tyska Bild och svenska Se, som exempel. Många av fotograferna i Life var, eller blev, mycket berömda.

### Urval av medarbetare i Life
- Margaret Bourke-White, fotograf
- Robert Capa, fotograf
- Alfred Eisenstaedt, fotograf
- Ernest Hemingway, författare
- Mary Ellen Mark, fotograf
- Lennart Nilsson, fotograf
- W. Eugene Smith, fotograf
- Charles Dana Gibson, illustratör
- Gerald Moore, reporter
- Henri Cartier-Bresson, fotograf
- Dorothea Lange, fotograf
- Andreas Feininger, fotograf
- Hansel Mieth, fotograf
- Lee Miller, fotograf
- Gordon Parks, fotograf
- Pete Souza, fotograf

## Galleri

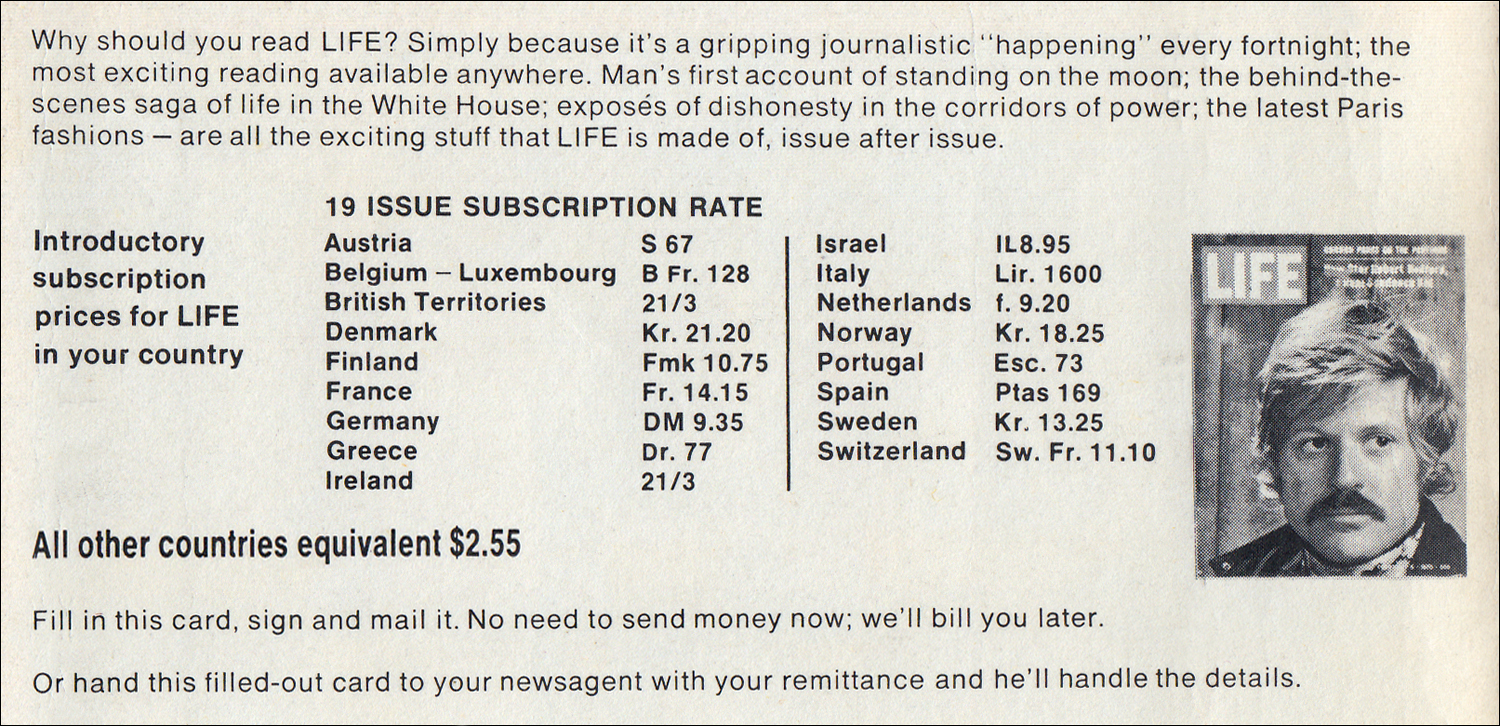
Ett prenumerations-erbjudande från LIFE 1970, det svenska priset var då 19 nummer för 13:25.
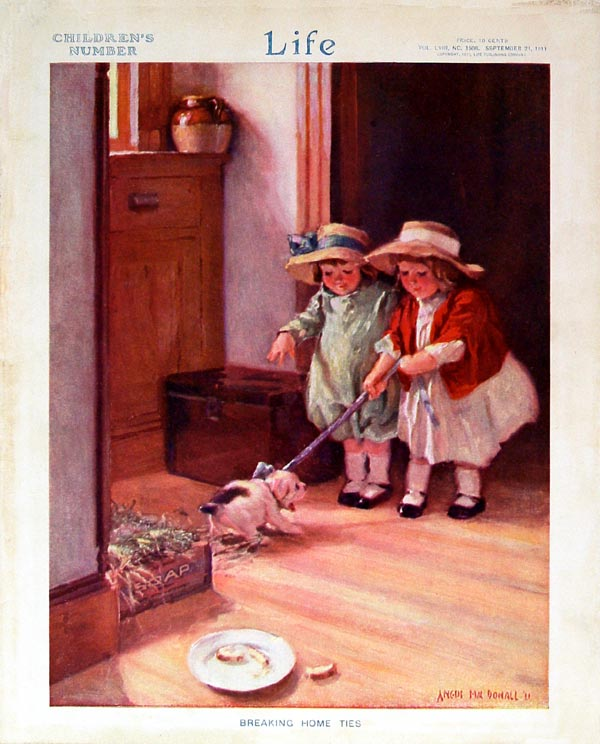
Omslag på en tidig utgåva av Life Magazine 1911.
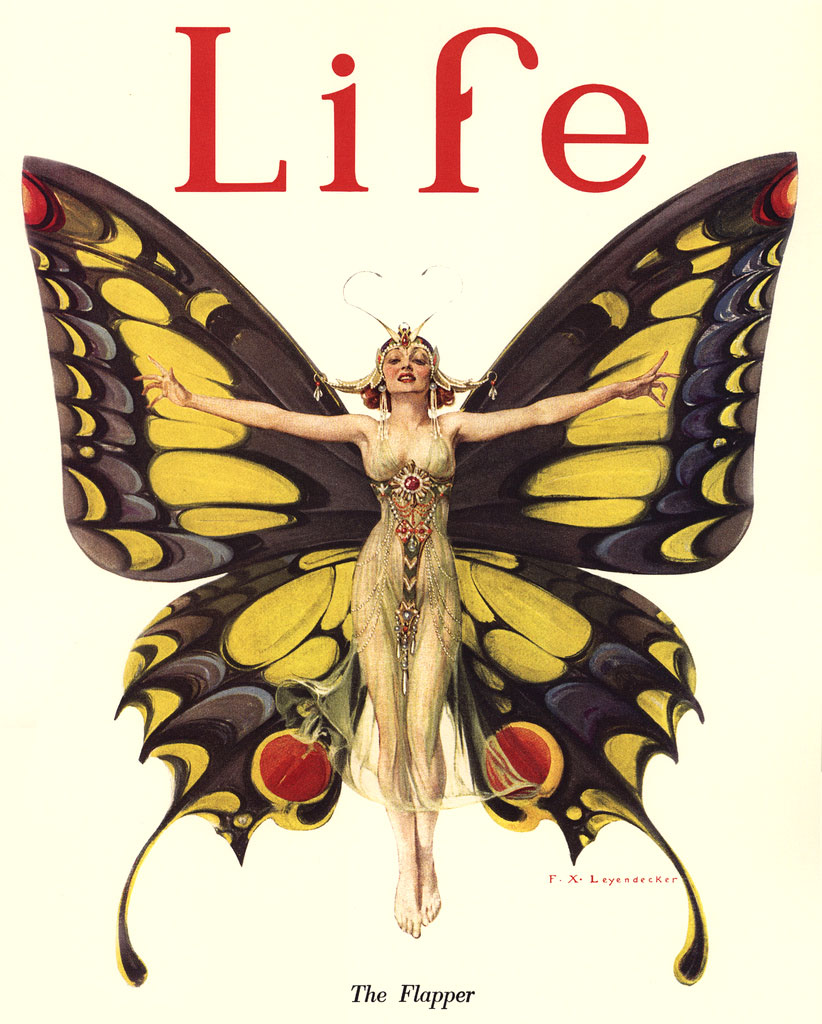
Omslag av Frank Xavier Leyendecker 1922.
LIFE logo.

## Bokutgivning
Life gav också ut flera serier handböcker om olika fritidsintressen. Serierna hette "Library of …", till exempel Library of Photography.